# 15566 Elizabethbaker
A 15566 Elizabethbaker (ideiglenes jelöléssel 2000 GD50) a Naprendszer kisbolygóövében található aszteroida. A LINEAR projekt keretében fedezték fel 2000. április 5-én.